# Други свет
Други свет је појам који се односи на доба Хладног рата где се описују земље које су биле политички везане уз СССР, односно НР Кину те настојале да комунистичку идеологију спроведу у пракси. Тај израз се пре свега користио како би се разликовали од земаља трећег света, а мање од земаља првог света.
Као синоним се понекад користио и израз Источни блок.